# Relations entre l'Espagne et le Mexique
Les relations entre l'Espagne et le Mexique sont les relations bilatérales et diplomatiques entre ces deux pays.

## Histoire
Les relations entre ces deux pays commencent dans les décennies suivant de l'explorateur espagnol Hernán Cortés a mené des expéditions dans ce qui est aujourd'hui le Mexique en 1518, fondant la ville de Veracruz à son arrivée. Tenochtitlan, la capitale de l'Empire aztèque, a été conquis par les Espagnols et les Tlaxcaltèques en 1521. Reconstruit à l'actuelle ville de Mexico, est devenue la capitale de la nouvelle vice-royauté de la Nouvelle-Espagne en 1535. La vice-royauté avait une hiérarchie sociale stratifiée en race avec les créoles au sommet, qui avaient plus de droits civiques, jusqu'à ce que les lois des Indes soient établies dans tout l'Empire espagnol en Amérique. De même, les droits de la noblesse aztèque ont été reconnus, qui ont vécu et cogouverné avec les Espagnols pendant la vice-royauté.
À la fin du XVIIIe et au début du XIXe siècle, des sentiments révolutionnaires sont apparus dans les pays d'Europe occidentale et leurs colonies. Le sentiment surgit au Mexique après l'occupation de l'Espagne par l'empereur révolutionnaire français Napoléon Bonaparte en 1808, et le discours de 1810 Grito de Dolores du prêtre catholique mexicain Miguel Hidalgo contre la domination espagnole est largement reconnu comme le début de la guerre pour l'indépendance du Mexique. En 1811, Hidalgo a été exécuté, mais son mouvement a continué à se battre jusqu'à l'établissement de l'indépendance constitutionnelle de l'Empire mexicain en 1821, à la suite des traité de Córdoba. L'Empire est dissous et la Première République fédérale est créée en 1823.
En 1939, à la suite de la prise de pouvoir du dictateur espagnol Francisco Franco, le Mexique sert de refuge aux républicains espagnols, qui ont même établi un gouvernement en exil à Mexico entre 1939 et 1946 et gardent une représentation diplomatique jusqu'au 28 mars 1977,.

## Relations diplomatiques
L'Espagne a établi des relations diplomatiques avec le Mexique le 26 décembre 1836 (quinze ans après que le Mexique a déclaré son indépendance). Les conséquences sont que le Mexique est le plus grand pays hispanophone du monde avec près de 120 millions de locuteurs (l'Espagne n'est que 3e après la Colombie), tandis que plus de 80 millions de Mexicains (soit deux tiers de la population) ont au moins un ancêtre espagnol.
En 2019, le président mexicain Andres Manuel Lopez Obrador a exigé que l’Espagne présente ses excuses pour la conquête du Mexique, qui ont été fermement rejetées, tant par la Couronne et le Gouvernement espagnol que par le Congrès national indigène (CNI) du Mexique par l'intermédiaire de sa porte-parole, María de Jesús Patricio Martínez, qui a décrit la pétition comme "une simulation" et a déclaré que ce que le président mexicain devrait faire c'est arrêter de déposséder les communautés indigènes de la terre,. De plus, 62% de la population mexicaine estime que López Obrador a utilisé la conquête pour s'engager dans la politique, tandis que plus de la moitié des Mexicains (55%) ne considèrent pas nécessaire une apologie de la colonisation. En fait, les descendants de l'empereur aztèque Moctezuma II, comme Juan José Marcilla de Teruel-Moctezuma y Valcárcel (actuel titulaire du duché de Moctezuma de Tultengo), ont critiqué le président mexicain, estimant que cela n'a aucun sens de s'excuser pour quelque chose cela s'est passé il y a cinq siècles, et en plus ils ne veulent pas que leurs ancêtres soient utilisés à des fins politiques pour provoquer la division sociale,.

## Missions diplomatiques résidentes
- Espagne a une ambassade et consulat général à Mexico[13] et des consulats généraux à Guadalajara[14] et Monterrey[15].

- Mexique a une ambassade à Madrid[16] et un consulat à Barcelone[17].

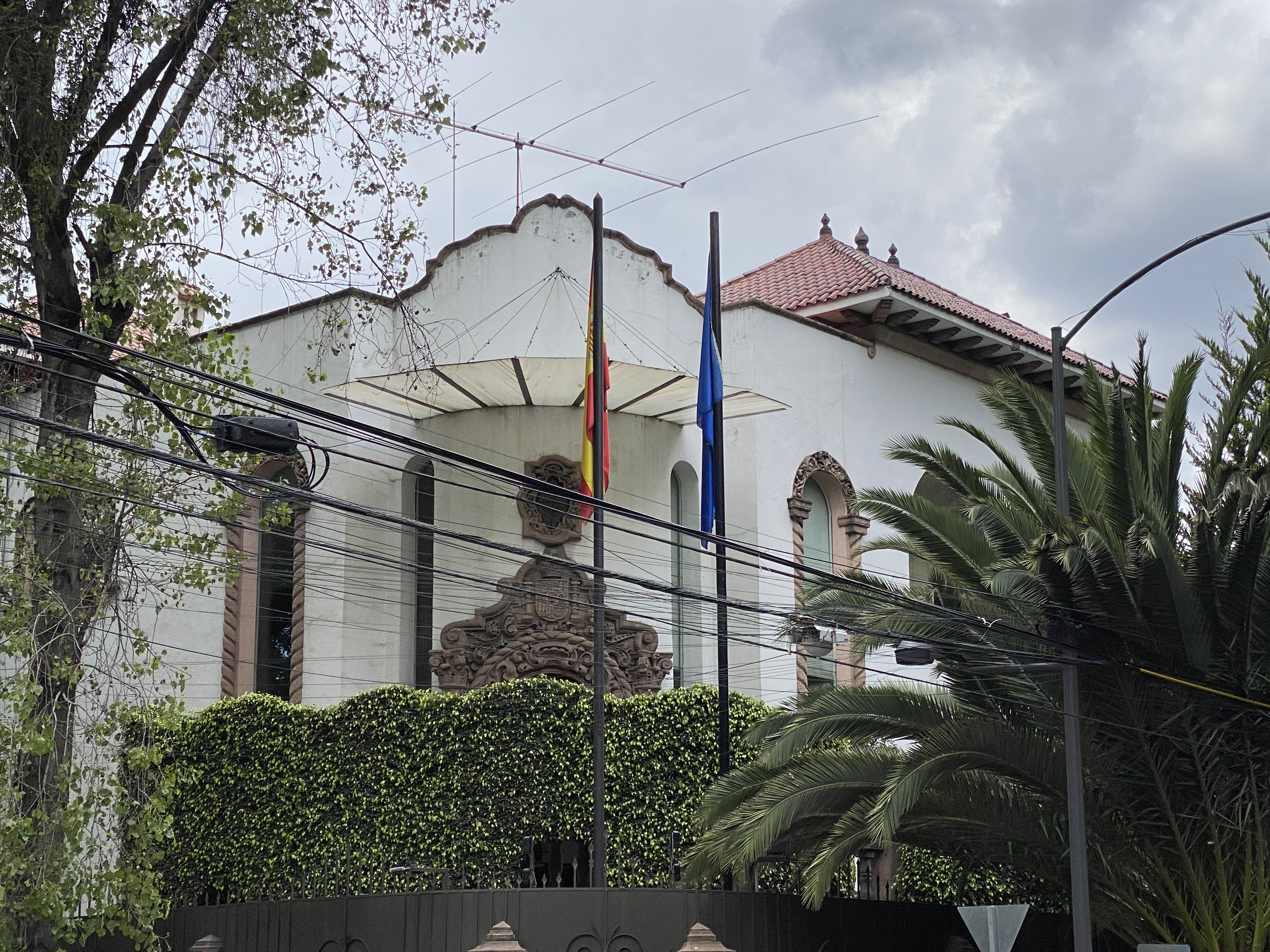
Ambassade d'Espagne à Mexico
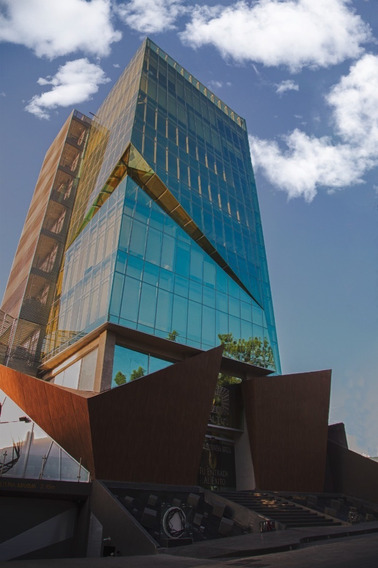
Consulat général d'Espagne à Guadalajara
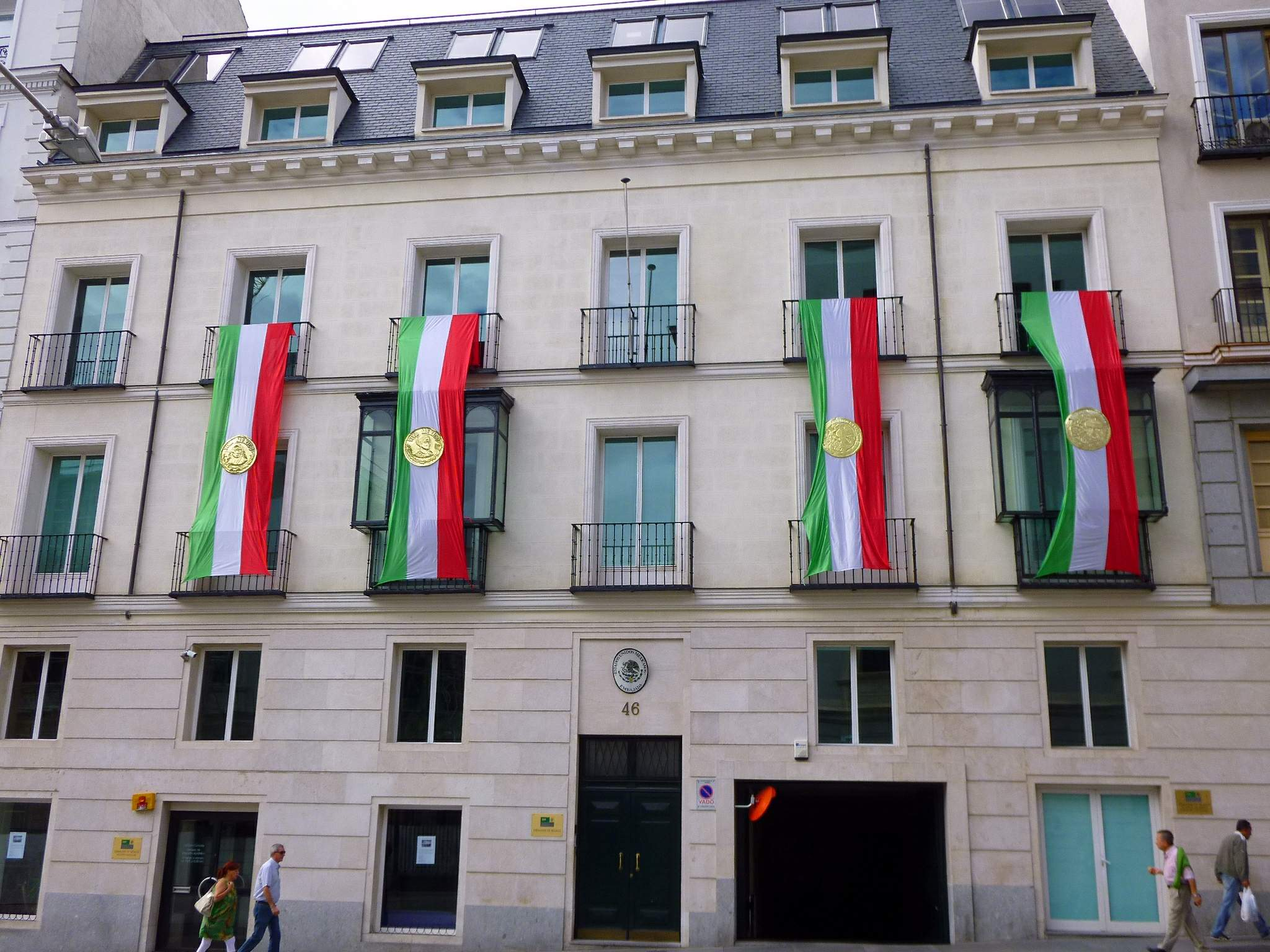
Ambassade du Mexique à Madrid
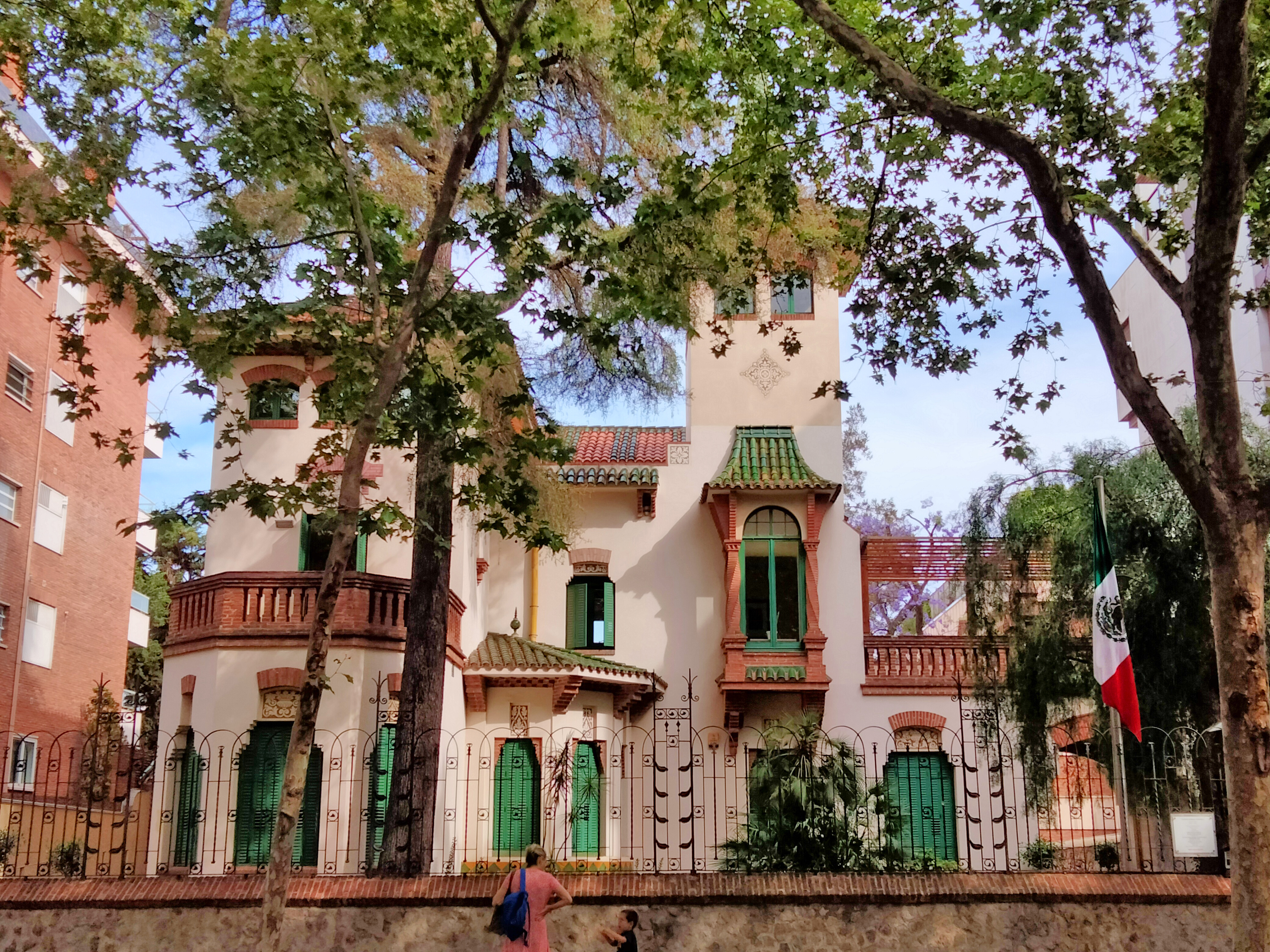
Consulat du Mexique à Barcelone